# Jersey (razza bovina)
La Jersey è una razza bovina di origine inglese allevata in Italia, per lo più nelle zone della Campania, per la produzione di fior di latte. Si tratta però di un prodotto di scarsa qualità industriale per la presenza di un allele genetico che determina la formazione di micelle caseiniche troppo imperfette e quindi i formaggi che ne derivano presentano una pasta poco aggregata.
Il tenore di grasso elevato e le ridotte dimensioni hanno indotto i ricercatori degli Stati Uniti a tentare degli incroci con la Bruna Alpina che era più produttiva ma con tenore in grasso ben sotto il 4,0% e di maggiori dimensioni e quindi con costi fissi di alimentazione superiori. L'operazione fu eccellente e da ciò nacque la razza Brown Swiss (la bruna americana) utilizzata in seguito con dei reincroci con la bruna alpina per ottenere la Bruna Italiana per la quale si dice infatti che abbia "una spruzzata di sangue Jersey".
La razza è di origine europea, proviene dall'Isola di Jersey, si presenta come un animale dalle ridotte dimensioni, mantello che varia dal bruno chiaro al beige.
Allevata solo ed esclusivamente per la produzione di latte di buona qualità anche se poco adatto alla trasformazione in formaggio per i motivi sopra esposti. La tecnologia industriale ha infatti risolto il problema della grande dimensione dei globuli di grasso e della loro elevata quantità: l'eventuale grasso in eccesso viene estratto con centrifughe e utilizzato per produrre separatamente burro, panna, mascarpone e quant'altro richiesto dai mercati, mentre col processo di omogeneizzazione si riduce la dimensione dei globuli di grasso sì da renderli più digeribili e meglio dislocabili nelle eventuali micelle caseiniche che come detto sopra rimangono forse l'unico grosso neo della razza Jersey. 
La razza presenta notevoli capacità di adattamento climatico e nutrizionale, in Italia viene allevata insieme con capi di altre razze, soprattutto Frisona per incrementare la resa media in grasso dell'allevamento. Questo infatti è uno dei parametri di maggior peso per il pagamento del latte a qualità.